# 兩廣巡撫
兩廣巡撫，為明朝中期設立的一個巡撫職位。

## 沿革
- 天順二年，廣東巡撫、廣西巡撫合併，轄區包括廣東、廣西全境。
- 天順六年，分立為廣東巡撫、廣西巡撫。
- 成化元年，再次合併。
- 成化四年，再次分立。
- 成化六年，再次合併。
- 弘治八年，因南贛巡撫設立，廣東南雄府，潮州府下的平原縣、程鄉縣；惠州府下的和平縣、龍川縣、興寧縣改屬。
- 弘治十年，廣東韶州府別屬南贛巡撫。
- 弘治十六年，上述歸還編制。
- 正德六年六月，南雄府、惠州府、潮州府等別屬南贛巡撫。七月，韶州府亦別屬南贛巡撫。
- 嘉靖四十五年，再次分為廣東巡撫、廣西巡撫。